# Новогвинейская кошачья акула
Новогвинейская кошачья акула (лат. Hemiscyllium strahani) — вид рода индоавстралийских кошачьих акул семейства азиатских кошачьих акул отряда воббегонгообразных. Они обитают в западной части Тихого океана на глубине до 18 м. Максимальный зарегистрированный размер 75 см. У этих акул удлинённое тело жёлто-коричневого цвета, покрытое многочисленными тёмными пятнами и белыми пятнами. Над грудными плавниками имеются круглые отметины в виде «эполет». Они размножаются, откладывая яйца. Не представляют интереса для коммерческого рыбного промысла. 

## Таксономия
Вид впервые научно описан в 1967 году. Голотип представляет собой взрослую самку длиной 73,5 см, пойманную у берегов Папуа Новая Гвинея. Вид назван в честь Рональда Страхана (1922—2010), директора зоопарка Таронга, Австралия, где голотип содержался в неволе.

## Ареал
Новогвинейские кошачьи акулы обитают на ограниченной территории, площадью не более 20 000 м², у восточного побережья Папуа — Новая Гвинея. Эти акулы встречаются на коралловых рифах на глубине от 3 до 18 м, чаще не глубже 13 м.

## Описание
На голове от рыла до жабр имеется тёмный «капюшон». Вентральная поверхность головы покрыта чёрными пятнами и полосами. Мелкие пятна на рыле отсутствуют. Чёрные «эполеты» над грудными плавниками частично сливаются с седловидными отметинами, покрывающими спину, не имеют светлой окантовки. Тело и плавники покрыты многочисленными крупными и мелкими белыми пятнами, чередующимися с тёмными седловидными отметинами, пересекающимися на животе. Грудные и брюшные плавники имеют тонкую белую окантовку. У молодых акул хвост покрыт седловидными отметинами. 
У этих акул довольно удлинённое тонкое тело с коротким рылом, предротовое расстояние составляет менее 3 % длины тела. Ноздри расположены на кончике рыла. Они обрамлены короткими усиками, длина которых менее 1,3 % длины тела. Рот расположен перед глазами и сдвинут ближе к кончику рыла. Нижние губные складки не соединяются на подбородке кожной складкой. Преджаберное расстояние составляет менее 13 % длины тела. Позади глаз имеются брызгальца. Дистанция между анальным отверстием и началом основания анального плавника свыше 38 % длины тела. Грудные и брюшные плавники толстые и мускулистые. Шипы у основания спинных плавников отсутствуют. Спинные плавники одинакового размера, сдвинуты назад. Основание первого спинного плавника расположено позади основания брюшных плавников. Хвостовой стебель очень длинный. Длинный анальный плавник расположен непосредственно перед хвостовым плавником. Хвостовой плавник асимметричный, удлинённый, у края верхней лопасти имеется вентральная выемка, нижняя лопасть неразвита. 

## Биология
Новогвинейские кошачьи акулы ведут ночной образ жизни. Днём прячутся в расщелинах рифа. Они передвигаются по песку при помощи передних плавников. Эти акулы размножаются, откладывая яйца. Максимальная зарегистрированная длина 73,5 см. Самцы и самки достигают половой зрелости при длине 60 см. Голотип 7 лет прожил в аквариуме вместе с колонией разнополых глазчатых кошачьих акул, которые успешно размножались в неволе, однако межвидового скрещивания не произошло.

## Взаимодействие с человеком
Вид не является объектом коммерческого рыбного промысла. Ограниченный ареал делает этих акул чувствительными к ухудшению условий окружающей среды. Международный союз охраны природы присвоил этому виду статус сохранности «Уязвимый». 